# Canjica (grão)
A canjica é um alimento produzido a partir de grãos de milho secos que foram tratados com um álcali, em um processo chamado nixtamalização (nextamalli é a palavra náuatle para "canjica"). A "canjica com soda cáustica" é um tipo de canjica feita com soda cáustica.

## História
O processo de nixtamalização tem sido fundamental para a culinária mesoamericana desde os tempos antigos. A cal usada para tratar o milho pode ser obtida de vários materiais. Entre os maias lacandones que habitavam as regiões tropicais de planície do leste de Chiapas, a cal era obtida pela torrefação de conchas de água doce em uma fogueira por várias horas. Nas áreas montanhosas de Chiapas e em grande parte da Península de Iucatã, no vale do Rio Belize e na Bacia de Petén, o calcário era usado na fabricação de cal apagada para macerar os grãos descascados. Os maias usavam o nixtamal para produzir cervejas que se assemelhavam mais à chicha do que ao pulque. Quando as bactérias foram introduzidas no nixtamal, criou-se um tipo de massa fermentada.
Não se sabe como a nixtamalização foi descoberta, mas uma possibilidade pode ter sido o uso de pedras quentes para ferver o milho nas culturas primitivas que não possuíam recipientes de cozimento robustos o suficiente para serem colocados diretamente no fogo ou em brasas. Em regiões de calcário, como as da Guatemala e do sul do México, pedaços de calcário aquecidos eram usados, e experimentos mostram que o calcário quente torna a água de cozimento suficientemente alcalina para causar a nixtamalização. Evidências arqueológicas que apóiam essa possibilidade foram encontradas no sul de Utah, nos Estados Unidos.
No Brasil, o uso da canjica na culinária provavelmente se originou com a chegada dos escravos africanos durante o período colonial. No continente africano era comum o consumo de kanzika, uma espécie de mingau, e devido ao fácil acesso ao milho no Brasil e por ser um ingrediente barato, a canjica era comumente consumida nas senzalas. Outra teoria defende que a canjica pode ter se originado no próprio Brasil, uma vez que os índios tupinambás consumiam mingaus à base de milho.

## Produção
Para fazer canjica, o grão de milho é seco e, em seguida tratado por imersão e cozimento do grão maduro (duro) em uma solução diluída de soda cáustica (hidróxido de sódio), que pode ser produzida a partir de água e cinzas de madeira ou de cal apagada (hidróxido de cálcio de calcário). O milho é então lavado cuidadosamente para remover o sabor amargo da soda cáustica ou da cal. A alcalinidade ajuda a dissolver a hemicelulose, o principal componente adesivo das paredes celulares do milho, solta as cascas dos grãos e amolece o milho. Além disso, a imersão do milho em soda cáustica mata o germe da semente, o que impede que ela brote durante o armazenamento. Por fim, além de fornecer uma fonte de cálcio para a dieta, a soda cáustica ou a cal reagem com o milho para que o nutriente niacina possa ser assimilado pelo trato digestivo.
As pessoas utilizam a canjica em grãos intactos ou moem-na em partículas do tamanho de areia para obter grits ou farinha.
Na culinária mexicana, a canjica é moída finamente para fazer a masa ("massa" em espanhol). A masa fresca que foi seca e transformada em pó é chamada de masa seca ou masa harina. Parte do óleo de milho se decompõe em agentes emulsificantes (monoglicerídeos e diacilglicerol) e facilita a ligação das proteínas do milho entre si. O cálcio divalente da cal atua como um agente de ligação cruzada para cadeias laterais ácidas de proteínas e polissacarídeos. O fubá de milho moído sem tratamento não consegue formar uma massa com a adição de água, mas as alterações químicas na masa (também conhecida como masa nixtamalera) possibilitam a formação de massa para tortilhas e outros alimentos.
Nas décadas de 1700 e 1800, as áreas que dependiam muito do milho como alimento básico tinham maior probabilidade de ter pelagra. Isso ocorre porque os seres humanos não conseguem absorver a niacina do milho não tratado. O processo de nixtamalização libera a niacina em um estado em que o intestino pode absorvê-la. Esse fato foi descoberto principalmente ao se investigar por que os mexicanos, que dependiam do milho, não desenvolveram pelagra. Um dos motivos era que os maias tratavam o milho em uma solução alcalina para amolecê-lo, no processo hoje chamado de nixtamalização, ou usavam calcário para moer o milho. O uso mais antigo conhecido da nixtamalização foi no que hoje é o sul do México e a Guatemala, por volta de 1500 a 1200 a.C.

## Receitas
Na culinária mexicana, as pessoas cozinham a masa nixtamalera com água e leite para fazer uma bebida espessa, semelhante a um mingau, chamada atole. Quando é feita com chocolate e açúcar, ela se torna atole de chocolate. A adição de anis e rapadura a essa mistura cria o champurrado, uma bebida popular no café da manhã.
O termo inglês hominy deriva da palavra do idioma Powhatan para "milho preparado" (cf. Chickahominy). Muitas outras culturas indígenas americanas também faziam canjica e a integraram em sua dieta. Os Cherokees, por exemplo, faziam grãos de canjica deixando o milho de molho em uma solução fraca de soda cáustica produzida pela lixiviação de cinzas de madeira de lei com água e, em seguida, batendo-o com um kanona (ᎧᏃᎾ), ou batedor de milho. Eles usavam grãos para fazer uma sopa tradicional de canjica (gvnohenv amagii ᎬᏃᎮᏅ ᎠᎹᎩᎢ) que deixavam fermentar (gvwi sida amagii ᎬᏫ ᏏᏓ ᎠᎹᎩᎢ), pão de milho, bolinhos de massa (digunvi ᏗᎫᏅᎢ), ou, na época pós-contato, fritos com bacon e cebolinha.
As receitas de canjica incluem pozole (um ensopado mexicano de canjica e carne de porco, frango ou outra carne), pão de canjica, chili de canjica, canjica de porco, caçarolas e pratos fritos. Na América Latina, há uma variedade de pratos chamados de mote. A canjica pode ser moída grosseiramente para fazer grãos ou em uma massa fina (masa) muito usada na culinária latino-americana. Muitas ilhas das Índias Ocidentais, principalmente a Jamaica, também utilizam a canjica (conhecida como fubá ou polenta, embora seja diferente da polenta italiana) para fazer uma espécie de mingau com amido de milho ou farinha para engrossar a mistura e leite condensado, baunilha e noz-moscada.
O Rockihominy, um alimento de trilha popular no século XIX e início do século XX, consiste em milho seco torrado até ficar dourado e depois moído até virar uma farinha bem grossa, quase como os grãos de canjica. A canjica também é usada como ração animal.
No Brasil, a canjica é amplamente utilizada em pratos doces e salgados. A canjica doce (também conhecida como munguzá) é geralmente preparada com leite de coco, leite, canela, cravo e outras especiarias e é muito consumida durante o período junino. A canjiquinha, também conhecida como quirera, é preparada triturando a canjica e a cozinhando com carne de porco e temperos.

## Nutrição
A canjica enlatada (escorrida) é composta de 83% de água, 14% de carboidratos, 1% de proteína e 1% de gordura (tabela). Em uma porção de 100 gramas, a canjica fornece 72 calorias e é uma boa fonte (10-19% do valor diário) de zinco. A canjica também fornece fibra alimentar. Outros nutrientes estão em quantidades baixas (tabela).